# Graeme Langlands
Pour les articles homonymes, voir Langlands.

a Compétitions nationales et continentales officielles uniquement.

b Matchs officiels uniquement.
Graeme Frank Langlands, né le 1er septembre 1941 à Wollongong et mort le 20 janvier 2018 dans le comté de Sutherland, est un joueur de rugby à XIII et entraîneur australien évoluant au poste de centre dans les années 1963 et 1970.
Il est considéré comme l'un des meilleurs joueurs de rugby à XIII de l'histoire. En 1986, il est introduit au temple de la renommée du sport australien, il est également l'un des sept Immortels. Il a effectué toute sa carrière aux St. George Dragons. Il a également été sélectionné en équipe d'Australie et aux New South Wales Blues.